# Zeus (киберспортсмен)
Дании́л И́горевич Тесле́нко (укр. Данило Ігорович Тесленко; род. 8 октября 1987, Харьков) — украинский киберспортсмен по Counter-Strike, более известный под псевдонимом Zeus. Четырёхкратный чемпион мира по Counter-Strike и Counter-Strike: Global Offensive. Бывший капитан команд Natus Vincere и Gambit Esports, а также основатель и директор киберспортивной организации pro100. Во время своей карьеры расценивался как один из сильнейших капитанов по Counter-Strike в мире. В 2019 году заявил о завершении карьеры игрока, открыл собственные бизнес-проекты и продолжил медийную деятельность.

## Биография

### Детство
Даниил родился в Харькове в 1987 году. В 1992 году вместе с матерью переехал в Будапешт к отцу, который вёл бизнес по купле-продаже машин. Всего в Венгрии Тесленко прожил три года, так как родители решили вернуться на Украину из-за проблем с бизнесом, а также из-за здоровья бабушки. Семья переехала в посёлок Покотиловка Харьковской области, где прожила три года, пока не переехала в Харьков.

### Компьютерные игры
До седьмого класса Даниил ни разу не пользовался компьютером, пока не сходил в компьютерный клуб с другом. Первая игра, которую он запустил, была Age of Empires, вторая — Counter-Strike. Ради игры в клубе он начал экономить деньги на обедах и вытаскивать их из своей копилки, в которую родители всегда кидали мелочь. Узнав об этом, они поддержали стремление своего сына. Со временем Тесленко начал участвовать в различных соревнованиях в разных форматах. Даниил часто менял команду: до вступления в pro100 он сменил порядка 40 коллективов. По словам Тесленко, он уходил из команды сразу, если замечал, что у игроков есть более важные вещи, чем игра. Первой значимой командой Тесленко стала «Arsenal», названная в честь одноимённого харьковского компьютерного клуба. В 2003 году он начал выезжать на турниры за предел Харькова. Обычный распорядок дня у Даниила был следующим: утром он шёл в школу, оттуда в тренажёрный зал, а после него ехал в компьютерный клуб. Одним из первых наставников Даниила стал игрок «Skillter» из компьютерного клуба, с которым они позже начали играть в команде ICE. Постепенно опыт и навыки Тесленко росли, а его команда зарегистрировалась на отборочные к чемпионату мира World Cyber Games 2003, но не прошла их. В них также участвовала команда pro100, которая обратила внимание на Даниила и пригласила к себе в команду.

### pro100
Состав команды pro100:
| [ 3 ]           | Ник             | Полное имя       |
| Основной состав | Основной состав | Основной состав  |
| --------------- | --------------- | ---------------- |
| Украина         | Kane            | Михаил Благин    |
| Украина         | Zeus            | Даниил Тесленко  |
| Украина         | raz0r           | Дмитрий Петрухно |
| Украина         | KEKC            | Евгений Петрухно |
| Украина         | Edward          | Иоанн Сухарев    |

Перед отборочными к World Cyber Games 2004 команда активно тренировалась в компьютерном клубе «Полигон», расположенном в подвальном помещении. Также у pro100 были серьёзные проблемы с финансами: команда была вынуждена добираться на WCG 2004 на плацкартных вагонах. Впоследствии победителем на турнире стала команда GCSGameWorld. Таким образом в году у них оставалась только одна цель — победа на турнире ASUS Cup Summer 2004.
Pro100 с лёгкостью прошли отборочные туры и поехали на турнир в Москву. Там команда смогла пройти до полуфинала, где встретилась с российской командой M19, которая выигрывала чемпионат мира World Cyber Games 2002. Победа над ними стала сенсацией турнира. В финале Pro100 встретились с другой российской командой Virtus.pro, но потерпели поражение. По дороге домой команда стала обсуждать необходимость менеджера, которым стал Сергей «ZooM» Попов. Он поставил цель команде — выиграть ASUS Cup Winter 2005, чтобы командой заинтересовались спонсоры, что позже и случилось.

### Virtus.pro
В какой-то момент у Virtus.pro начали появляться проблемы и разногласия в команде, и они приняли решение пригласить Тесленко и Иоанна «Edward» Сухарева себе в состав. Игроки согласились, так как у Virtus.pro имелись спонсоры и хороший интернет, чего не было у pro100. Позже к ним присоединился Михаил «Kane» Благин. С новой командой Zeus принял участие во многих турнирах и шоу-матчах, объехал многие города России, а в конце ноября Virtus.pro выиграли ASUS Cup Autumn 2008. Позже организация решила реформировать состав. Последним турниром для него стал Rekrut.ru Championship 2008, на котором команда заняла второе место.
Состав Virtus.pro перед изменениями:
|                 | Ник             | Полное имя         |
| Основной состав | Основной состав | Основной состав    |
| --------------- | --------------- | ------------------ |
| Украина         | Kane            | Михаил Благин      |
| Украина         | Zeus            | Даниил Тесленко    |
| Украина         | Edward          | Иоанн Сухарев      |
| Флаг России     | Romjke          | Роман Макаров      |
| Флаг России     | LeX             | Алексей Колесников |

### После Virtus.pro
После ухода из Virtus.pro, Даниил «Zeus» Тесленко, Иоанн «Edward» Сухарев и Михаил «Kane» Благин решили создать свою команду, пригласив двух игроков: Константина «fRost» Истомина и Сергея «Emelikk» Лебедева. Команда начала выступать под тегом #PRO100. Первым крупным турниром стал ASUS Cup Winter 2009. Команда уверенно прошла отборочные туры и вышла из группы, но проиграла в 1/8 финала. После этого состав расформировался: из-за недостатка денег Даниил вернулся к отцу в Харьков и стал работать в его фирме, Сухарев ушёл в команду DTS.Chartix, а Kane оставил Counter-Strike и стал играть в профессиональный покер. Позже Zeus решил вернуться в Counter-Strike, начал собирать различные составы, иногда выезжал на турниры и пробовал себя в качестве капитана. В конце весны 2009 года Даниил присоединился к российской команде forZe, однако состав не смог добиться значительных успехов. В октябре Даниил собрал новую команду и занял с ней второе место на чемпионате СНГ. В ноябре была создана команда eXplosive, игроки которой выступали под тегом #KerchNET. В её состав вошли: Даниил «Zeus» Тесленко, Арсений «ceh9» Триноженко, Сергей «starix» Ищюк, Тарас «craft1k» Войтенко и Эмиль «kUcheR» Ахундов. С ней Даниил занял 5—6 место на Arbalet Cup Europe 2009.

### Natus Vincere

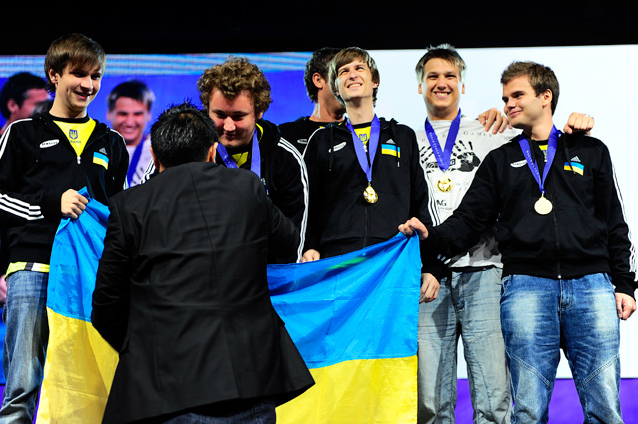
Natus Vincere — победитель World Cyber Games 2010

После Arbalet Cup Europe 2009 Сергею «starix» Ищуку позвонил бизнесмен Мурат «Arbalet» Тулемаганбетов с предложением собрать украинскую команду, полностью профинансировав её, а также поддерживать после в течение 6 месяцев. Первым, кого Сергей пригласил в команду, стал Edward, тот, в свою очередь, порекомендовал Егора «markeloff» Маркелова. После этого Иоанн предложил пригласить Даниила. Пятым игроком стал друг Тесленко — Арсений «ceh9» Триноженко. Менеджером команды стал Александр «ZeroGravity» Кохановский.
|                 | Ник             | Полное имя         |
| Основной состав | Основной состав | Основной состав    |
| --------------- | --------------- | ------------------ |
| Украина         | Zeus            | Даниил Тесленко    |
| Украина         | starix          | Сергей Ищук        |
| Украина         | Edward          | Иоанн Сухарев      |
| Украина         | markeloff       | Егор Маркелов      |
| Украина         | ceh9            | Арсений Триноженко |

#### Чемпионство

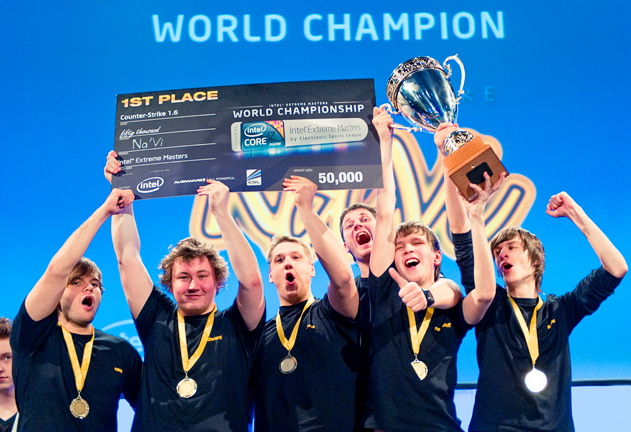
Natus Vincere — победитель Intel Extreme Masters Season IV

Natus Vincere (NAVI) прошли региональные отборочные и поехали на чемпионат мира — Intel Extreme Masters Season IV. На нём команда вышла из группы, обыграла mousesports в четвертьфинале, Evil Geniuses в полуфинале, а в финале встретилась с командой fnatic. Первая карта «ушла» NAVI со счётом 16:13. На второй карте счёт до конца игры был примерно равным, но в конце она была выиграна со счётом 16:14. Таким образом команда Natus Vincere стала второй командой из СНГ, выигравшей чемпионат мира по Counter-Strike. В том же году NAVI одержали победу на Electronic Sports World Cup 2010 и World Cyber Games 2010. Этим они поставили мировой рекорд, выиграв 3 чемпионата мира по киберспорту за один год. Однако потом у Natus Vincere последовала долгая серия из третьих и вторых мест на турнирах. Спустя полгода Edward сообщил Даниилу, что команда хочет исключить его с Арсением. Игроки объясняли это тем, что Тесленко плохо играет как капитан, а ceh9 «не дотягивает» по игре. В итоге роль капитана досталась Сергею «starix» Ищюку, а состав остался без изменений. Следующим турниром стал чемпионат Европы — Intel Extreme Masters Global Challenge Kiev — на нём команда заняла первое место, а Тесленко получил звание лучшего игрока турнира. Спустя некоторое время капитаном снова стал Zeus.
21 августа 2012 года была выпущена новая версия Counter-Strike — Counter-Strike: Global Offensive, но Natus Vincere решили остаться в старой версии игры, вспоминая опыт с Counter-Strike: Source — после выхода игра не полюбилась игрокам и не закрепилась как киберспортивная дисциплина. Тем не менее, все турниры начали проводиться на новой версии, и тогда Natus Vincere перешли в Counter-Strike: Global Offensive.

#### Counter-Strike: Global Offensive
Несмотря на усиленные тренировки, команда не добивалась высоких результатов. В то же время состав покинули «Edward» и «markeloff» — они перешли в Astana Dragons. На их место встали Денис «seized» Костин и Антон «kibaken» Колесников. Через три месяца «kibaken» и «ceh9» покинули коллектив, их заменили вернувшийся Edward и новый игрок — Ладислав «GuardiaN» Ковач. Таким составом команда два раза подряд выходила в финал на мейджорах (чемпионатах мира по Counter-Strike: Global Offensive), но постепенно у неё начали возникать проблемы с коммуникацией, и игроки приняли решение исключить Даниила. Тесленко в своей автобиографии «Вопреки. Путь к победе» утверждает, что все разговоры о его исключении проходили у него за спиной. Сам Тесленко узнал об этом в разговоре с другом, когда сидел вместе с командой в компьютерном зале. После этого Zeus не принимал участия в турнирах и тренировках.
Состав команды на момент исключения Даниила:
|               | Ник      | Полное имя      |
| Состав        | Состав   | Состав          |
| ------------- | -------- | --------------- |
| Украина       | Zeus     | Даниил Тесленко |
| Флаг Украины  | Edward   | Иоанн Сухарев   |
| Россия        | flamie   | Егор Васильев   |
| Россия        | seized   | Денис Костин    |
| Флаг Словакии | GuardiaN | Ладислав Ковач  |
| Тренер        |          |                 |
| Флаг Украины  | starix   | Сергей Ищюк     |

### Gambit Esports
Тесленко хотел выиграть мейджор и перешёл в команду Gambit Gaming на роль капитана. Вместе с ним пришёл Михаил «Kane» Благин, заняв роль тренера. Первой крупной победой коллектива стал турнир Dreamhack Austin 2017: тогда Gambit обыграли G2 в полуфинале и Immortals в финале. Тесленко поставил команде плотный график: с 13:00 до 15:00 были тактические тренировки, после них небольшой отдых, а затем ещё тренировки до 23:00. Из-за этого в команде начало чувствоваться напряжение.

#### Чемпионство
Перед началом PGL Major Kraków 2017 команда Gambit считалась андердогом, и в неё мало кто верил. Тем не менее она смогла пройти в основной этап турнира, ни разу не проиграв в групповой стадии. В плей-офф Gambit обыграли Fnatic в четвертьфинале и Astralis в полуфинале. В финале они встретились с бразильской командой Immortals, обыграв её со счётом 2:1. По итогу Gambit Esports сенсационно одержали победу, став первой командой из СНГ, победившей на мейджорах.
| Gambit Esports против Immortals | Gambit Esports против Immortals | Gambit Esports против Immortals | Gambit Esports против Immortals | Gambit Esports против Immortals |
| Команда                         | Счёт                            | Карта                           | Счёт                            | Команда                         |
| ------------------------------- | ------------------------------- | ------------------------------- | ------------------------------- | ------------------------------- |
| Gambit Esports                  | 4                               | Cobblestone                     | 16                              | Immortals                       |
| Gambit Esports                  | 16                              | Train                           | 11                              | Immortals                       |
| Gambit Esports                  | 16                              | Inferno                         | 10                              | Immortals                       |

### Возвращение в Natus Vincere
Сразу после победы на мейджоре команда Gambit решила исключить тренера Kane. Тесленко попытался уговорить игроков оставить его, однако ему это не удалось. Впоследствии за Благиным ушёл и сам Zeus, которых позже позвали обратно в Natus Vincere. Вернувшись, Даниил снова встал на роль капитана. Команда смогла занять второе место на FACEIT Major: London 2018 и третье на IEM Katowice 2019.

В 2019 году Zeus заявил, что планирует завершить карьеру киберспортивного игрока. В интервью порталу Cybersport.ru он сказал:
Основная причина в том, что я перестал получать удовольствие от нашего общения и взаимоотношений. Как будто мы находимся в какой-то колее, и я не до конца понимаю, как из неё выбираемся. Есть люди, у них есть характер. Этот характер никак не меняется, на это понадобятся годы. Лично я не заинтересован, чтобы воспитывать их и работать над взаимоотношениями. У меня больше на это нет сил и желания.
…

Всё сводится к тому, как развиваются наши отношения. Изначально я собирался остаться ещё на год — у меня есть силы и энергия, чтобы справиться с этим. Но в моральном плане всё не так хорошо.
9 сентября 2019 года Тесленко официально объявил о завершении профессиональной карьеры.

## Признание
Даниил Тесленко — четырёхкратный чемпион мира по Counter-Strike и Counter-Strike: Global Offensive. В 2010 году вместе с командой Natus Vincere Тесленко выиграл сразу три чемпионата мира (Intel Extreme Masters 4, ESWC 2010, World Cyber Games 2010), поставив мировой рекорд в киберспорте по количеству побед на чемпионатах за один год. В 2017 году Даниил в составе команды Gambit Gaming выиграл PGL Major Kraków 2017 и стал чемпионом мира по Counter-Strike: Global Offensive. Это была первая победа СНГ-коллектива на мейджорах.
Во время своей киберспортивной карьеры Даниил расценивался как один из сильнейших капитанов мира. После того, как Даниил объявил о завершении своей карьеры, такие известные киберспортсмены, как s1mple, GeT_RiGhT, zonic, FalleN и Edward, записали видеообращение, в котором назвали Даниила легендарным игроком и одним из лучших лидеров в Counter-Strike, а также поздравили с завершением успешной карьеры и попрощались с ним. Видеообращение было показано на последнем турнире Тесленко — Blast Pro Series: Moscow 2019.

## Достижения
Counter-Strike:

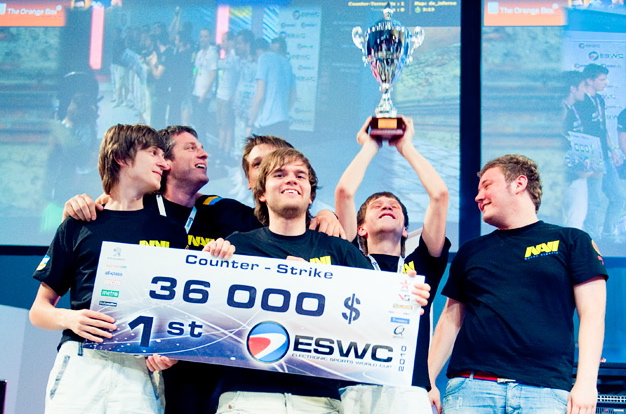
Natus Vincere — победитель Electronic Sports World Cup 2010

- Intel Extreme Masters IV (1 место, Natus Vincere)[33]
- ESWC 2010 (1 место, Natus Vincere)[34]
- World Cyber Games 2010 (1 место, Natus Vincere)[35]

Counter-Strike: Global Offensive:
- DreamHack Open Cluj-Napoca 2015 (2 место, Natus Vincere)[36]
- MLG Major Championship: Columbus 2016 (2 место, Natus Vincere)[37]
- PGL 2017 Kraków Major Championship (1 место, Gambit Gaming)[38]
- FACEIT Major: London 2018 (2 место, Natus Vincere)[39]

## После завершения карьеры

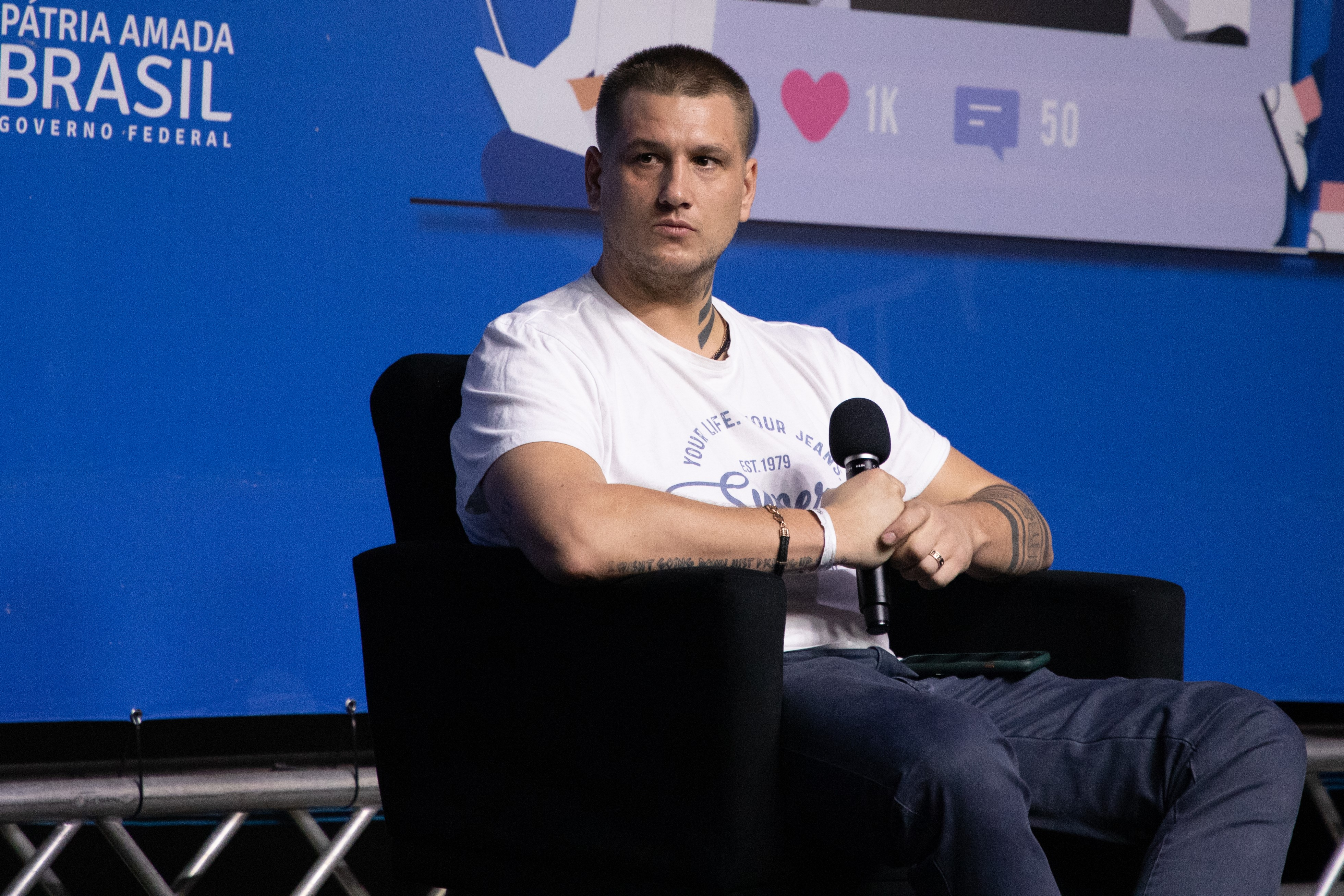
Zeus в 2020 году в Бразилии

В своём обращении по поводу завершения профессиональной карьеры, Тесленко заявил, что хочет «развивать киберспорт в СНГ, построить профессиональную академию, заниматься молодёжью».
В 2020 году Даниил принял участие в шоу-матче между составами Natus Vincere 2010 и 2020 годов. Игра проходила в формате bo6, причём первая половина карт разыгрывалась в Counter-Strike 1.6, а вторая половина — в Counter-Strike: Global Offensive. Матч закончился со счётом 4:2 в пользу состава 2020 года.
Активно высказывался о вторжении России на Украину. 27 февраля Даниил представил NFT, все средства от продажи которого шли на помощь украинской армии и гражданам, пострадавшим от вторжения. В апреле Даниил записал видеообращение к российским киберспортсменам, в котором осудил молчание бывших коллег и призвал их активно высказываться по поводу ситуации на Украине. Сравнивает букву «Z» со свастикой.
10 декабря 2020 года Даниил объявил о совместном проекте с властями Бразилии, заявив, что был «на встрече с главой партии президента», но не поделился подробностями.

## Книги
- Тесленко Д. И. Вопреки. Путь к победе. — Интеллектуальная литература, 2019. — 375 с. — ISBN 978-5-6042878-0-4.